# Orsennes
Orsennes is een gemeente in het Franse departement Indre (regio Centre-Val de Loire) en telt 742 inwoners (2018). De plaats maakt deel uit van het arrondissement La Châtre. De inwoners van Orsennes worden Orsennais genoemd.

## Geografie
De oppervlakte van Orsennes bedraagt 48,1 km², de bevolkingsdichtheid is 15,1 inwoners per km².
Orsennes is gelegen op 47 km van Châteauroux, 31 km van La Châtre, 15 km van Aigurande en 13 km van Éguzon-Chantôme.

## Vervoer
De dichtstbijzijnde stations zijn te vinden in Éguzon-Chantôme, Saint-Sébastien (Creuse) (20 km) en Argenton-sur-Creuse (21 km).
Het dorp wordt bediend door buslijn I van het netwerk L’Aile Bleue. Het dichtstbijzijnde vliegveld bevindt zich in Châteauroux.
De onderstaande kaart toont de ligging van Orsennes met de belangrijkste infrastructuur en aangrenzende gemeenten.

## Demografie
Onderstaande figuur toont het verloop van het inwonertal (bron: INSEE-tellingen).

## Winkels
Zoals in veel Franse plattelandsdorpen sluiten veel winkels hun deuren. Toch heeft Orsennes nog enkele voorzieningen zoals een bakker, een tabakswinkel (ook tijdschriften, ansichtkaarten en postzegels), een postkantoor, een apotheek en een kruidenier. Eén keer in de twee weken is er een boerenmarkt. Al deze winkels en de markt vindt men op de Bourg (centrale dorpsplein).

## 16 augustus
Op 16 augustus vindt ieder jaar het dorpsfeest plaats. Het Fête de la Saint-Roch. De week voorafgaande vinden er veel activiteiten plaats. Zo is er de kermis, met discotheek, op de Bourg en wordt het feest traditioneel afgesloten met een groots vuurwerk. De inwoners van het dorp zijn al weken bezig met de voorbereidingen en maken alle praalwagens zelf.